# Gunung Megang Luar
Gunung Megang Luar is een bestuurslaag in het regentschap Muara Enim van de provincie Zuid-Sumatra, Indonesië. Gunung Megang Luar telt 3044 inwoners (volkstelling 2010).